# Voruta

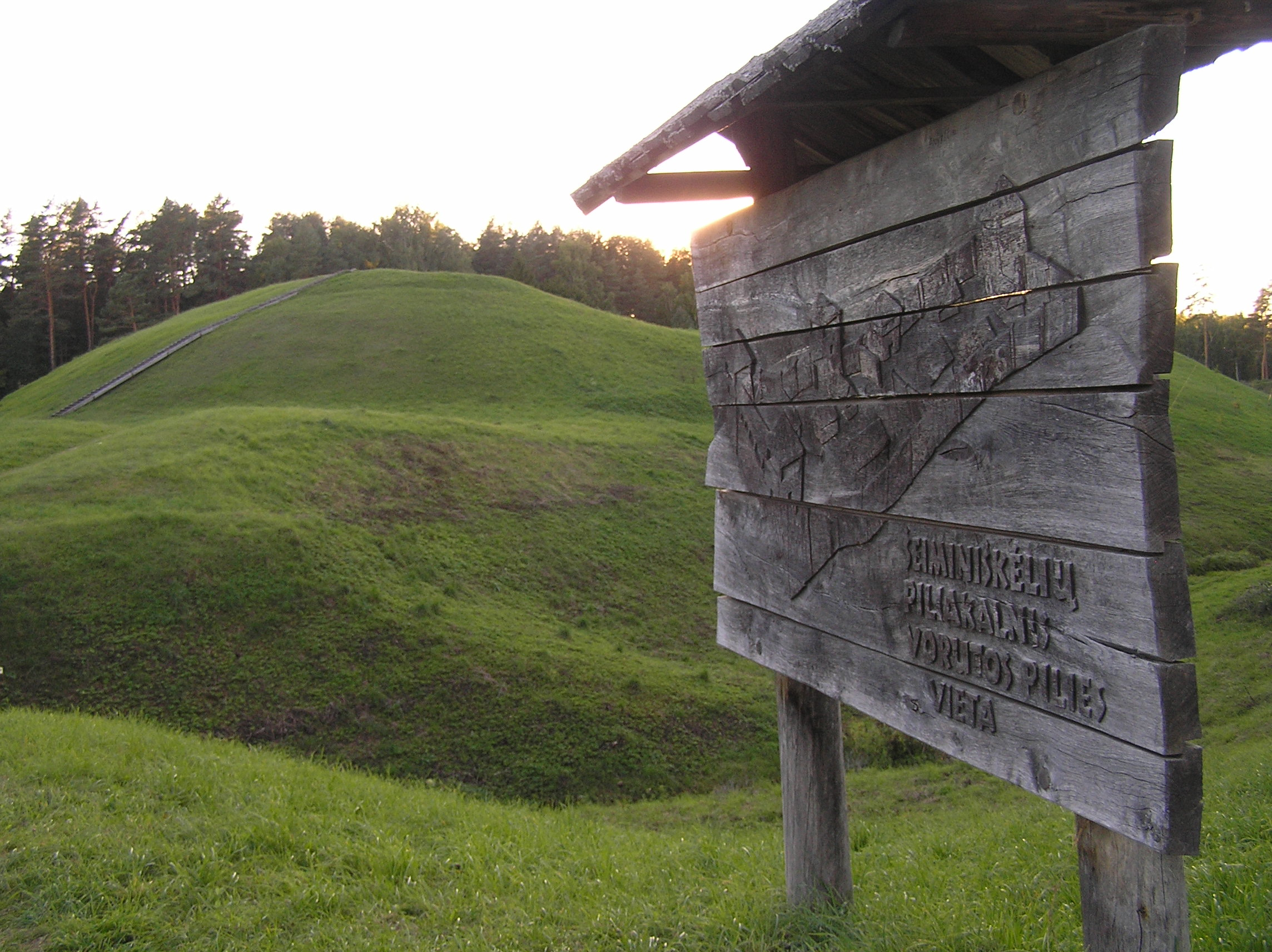
Emléktábla a feltételezett, egykori vár helyén

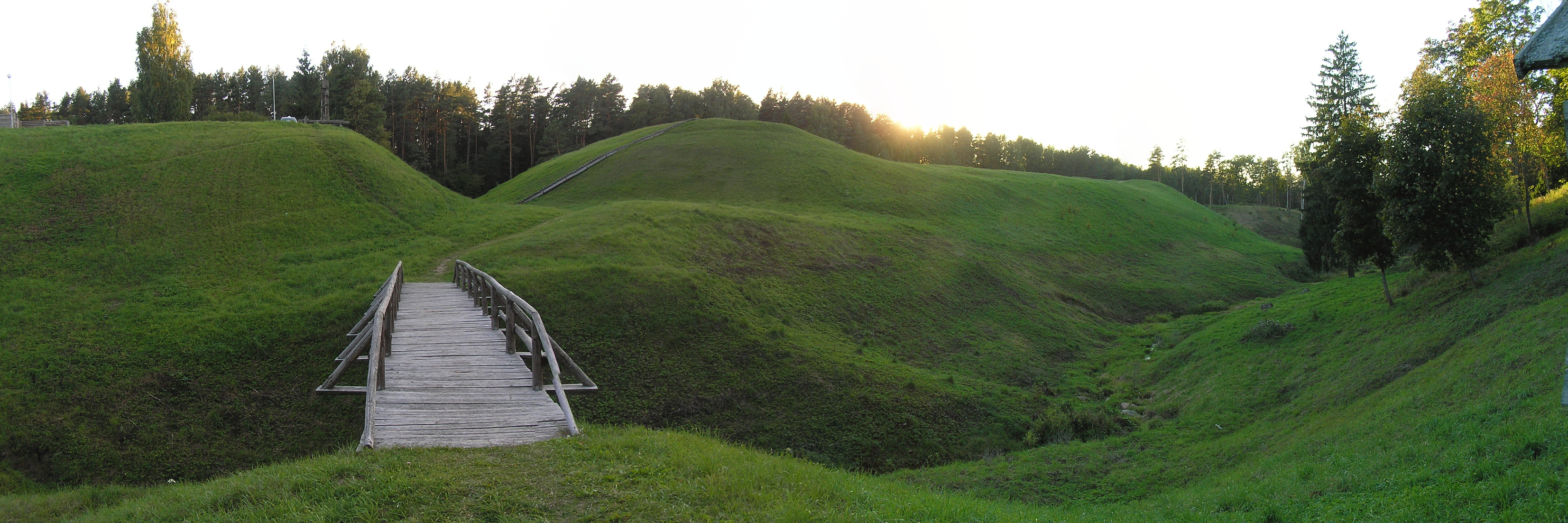
Šeimyniškėliai halom

A Voruta, egykori földhalomvár Litvániában, Anykščiai település közelében. Mindaugas litván nagyfejedelem egyetlen ismert vára. A belháborúk idején ide húzódott vissza. Az évszázadok folyamán a vár eltűnt, pontos helye régészeti viták tárgya lett.
A 19. század végétől legalább tizenhat helyen folytattak ásatásokat Litvániában és Belorusziában. 1909-ben Eduardas Volteris és Kazimieras Būga filológusok felvetették, hogy az egykori várat Anykščiai környékén kellene keresni, mert ott folyik a Varelis patak. A múltban gyakran neveztek el várakat vízfolyások nevéről (Varutis/Varutė, Varelis, Variukas). Az Anykščiai hipotézist támogatta Anatanas Vienuolis-Zukauskas író is, mert gyermekkorában Voruta dombnak hívták a Šeimyniškėliai halmot. A 12–15 m magas, 80 m hosszú, és 35 m széles domb Anykščiai községtől északra terül el.   
1988-ban újra keresni kezdték Vorutát. 1990-ben régészeti ásatások kezdődtek a dombon és a környékén. Mindaugas vára a 15. század végi építkezések nyomán teljesen eltűnt. Litvánia kulturális minisztériuma 1999. február 26-án határozott arról, hogy deszkavárat emelnek a  dombon. 2000-ben híd készült a Varelis patak felett.